# Gaston Calmette
Pour les articles homonymes, voir Calmette.
Gaston Calmette, né le 30 juillet 1858 à Montpellier et mort le 17 mars 1914 à l’hôpital américain de Neuilly-sur-Seine, est un journaliste français, directeur du Figaro. Il meurt assassiné par Henriette Caillaux, épouse du ministre Joseph Caillaux contre lequel Le Figaro avait lancé une violente campagne de presse.

## Biographie
Fils de haut fonctionnaire, Calmette a connu une jeunesse un peu errante. Il a accompli son éducation à travers les lycées de Brest, Bordeaux, Clermont-Ferrand et Mâcon, avant de venir terminer ses études à Paris, à la Faculté de droit. Presque aussitôt après avoir terminé ses études, il se lance dans le journalisme.
En 1883, il entre au Figaro à l'âge de 25 ans, comme secrétaire de Philippe Gille, qui assumait alors la rubrique des échos dans ce journal, et devient en 1896 le gendre de Georges Prestat, président du conseil de surveillance du journal. D’abord secrétaire de la rédaction, il prend la direction du quotidien, à partir de 1902 et le modernise : les ventes passent de 30 000 à 160 000 exemplaires en 1910. Le journal est alors plébiscité par l'aristocratie et de nombreux écrivains.
En janvier 1914, il lance, à l'instigation de Louis Barthou et de Raymond Poincaré, une virulente campagne contre le ministre des Finances du gouvernement Doumergue, Joseph Caillaux:113, qui s'est attiré de solides inimitiés, à droite, allant parfois jusqu'à la haine, pour sa proposition d’impôt sur le revenu.

### Assassinat

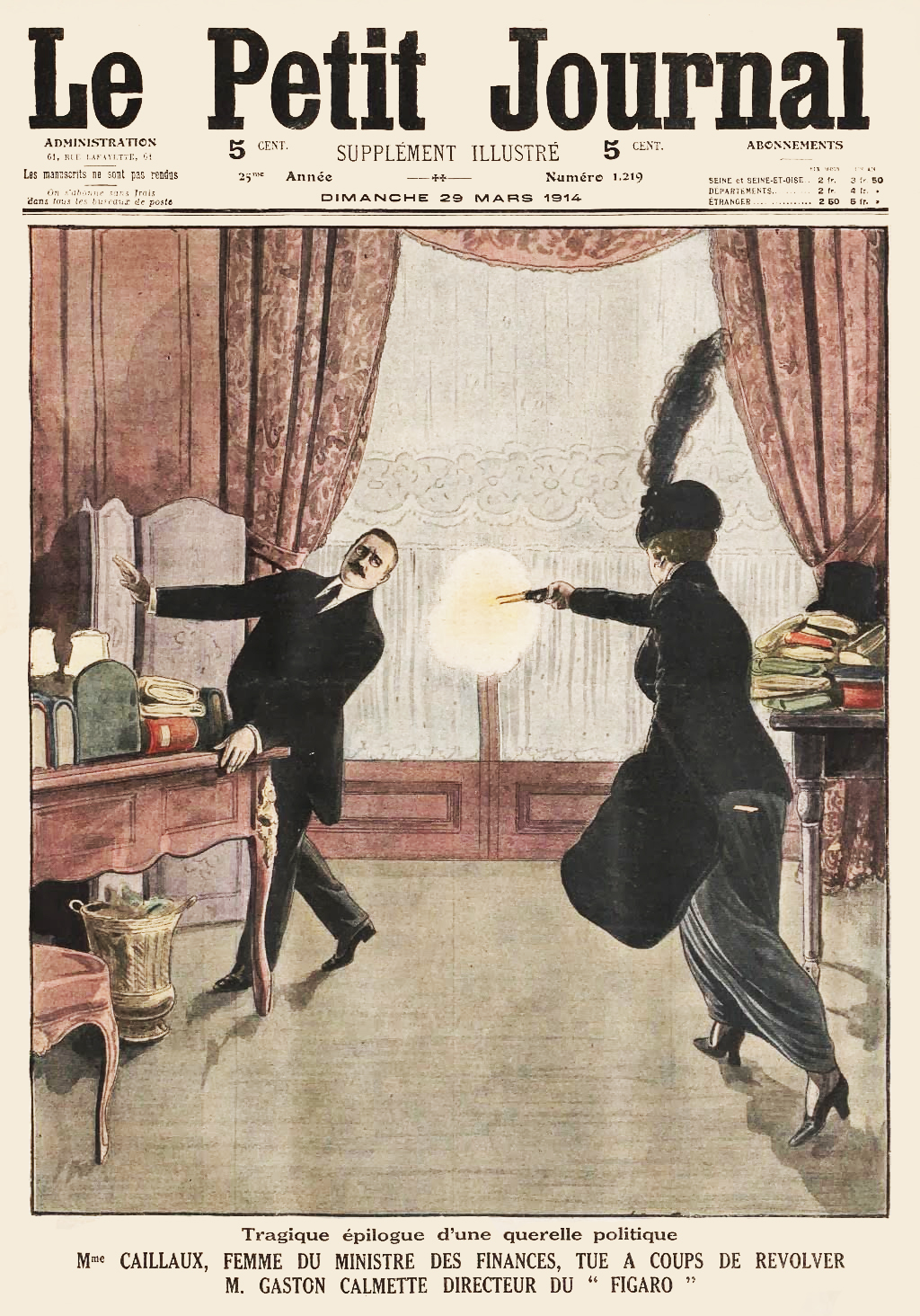
« Tragique épilogue d'une querelle politique. Mme Caillaux, femme du ministre des finances, tue à coups de revolver M. Gaston Calmette, directeur du Figaro.» Couverture du Petit Journal du 29 mars 1914 illustrant l'assassinat de Gaston Calmette par Henriette Caillaux.

La publication, par Calmette, d'une lettre signée « Ton Jo » que Joseph Caillaux avait adressée à sa future épouse, Henriette Caillaux, alors qu'elle n'était encore que sa maîtresse et qu'il était encore marié à Berthe Gueydan, affole l'épouse du ministre. Elle se rend à la rédaction du journal et blesse son directeur, qui venait de recevoir l'écrivain Paul Bourget, en vidant le chargeur de son pistolet automatique (un Browning modèle sac à main caché dans son manchon). Celui-ci meurt dans la nuit du 17 mars et le scandale entraîne ce même jour la démission du ministre .
Après des obsèques célébrées en l'église Saint-François de Sales rue Ampère, Gaston Calmette est inhumé à Paris, au cimetière des Batignolles, sous les honneurs, « mort au service du pays ». Il était le frère d’un des élèves préférés de Louis Pasteur, le bactériologiste Albert Calmette.

## Répercussions
Sa mort aura pour conséquence la démission du ministre Caillaux. Lors des Élections législatives françaises de 1914, les socialistes manqueront au gouvernement car la loi des Trois ans de 1913, augmentant la durée du service militaire de deux à trois ans en vue de préparer l'armée française à une guerre éventuelle avec l'Allemagne, n'a pas été abrogée, elle permettra de mobiliser plus facilement en août 1914.
L'assassinat de Calmette a de plus, paradoxalement, une incidence sur la scène internationale. Cet événement a une incidence indirecte sur l'absence de considération en France de la crise de juillet, qui se prépare en marge des tractations entre Vienne et Berlin, qui donneront lieu à l'ultimatum du 23 juillet 1914 amorçant la Première guerre mondiale. Accaparée par le procès Caillaux, la presse française titre, durant le mois suivant l’attentat de Sarajevo (28 juin 1914), sur le procès Caillaux qui préoccupe alors davantage les Français que l'avenir de la Serbie.
L’attaque ad hominem qui visait, quant à elle, à discréditer l’homme Caillaux, aura, en définitive, été en pure perte, dans la mesure où l’instauration de l’impôt sur le revenu, que celui prônait depuis 1909, finira par être votée en juillet 1914 par le Sénat qui y était hostile depuis cinq ans.

## Hommages
Marcel Proust lui a dédié le premier volume de À la recherche du temps perdu, Du côté de chez Swann, dans l'espoir que Calmette publie ses œuvres en feuilleton dans le Figaro.

## Distinctions
- Officier de la Légion d'honneur (1913).